# Kotjkor (distrikt)
Kochkor är ett distrikt i Kirgizistan.   Det ligger i oblastet Naryn Oblusu, i den centrala delen av landet, 120 km sydost om huvudstaden Bisjkek.